# Тарантийская епархия
Тарантийская (Дарендейская) епархия Киликийского патриархата Армянской Апостольской церкви (арм. Հայ Առաքելական եկեղեցու Կիլիկիայի պատրիարքության Տարանտիայի թեմ) — упразднённая после Геноцида армян 1915 года епископская епархия Армянской Апостольской церкви бывшая в составе Киликийского патриархата с центром в городе Тарантия (Даренде).
В юрисдикцию Малатийской епархии входила территория Дарендейской казы Османской империи. По данным на 1911 год количество верующих Армянской Апостольской церкви — 7.000, общин — 2. 
Епархия имела 4 церквей.